# Umkehrwalze D

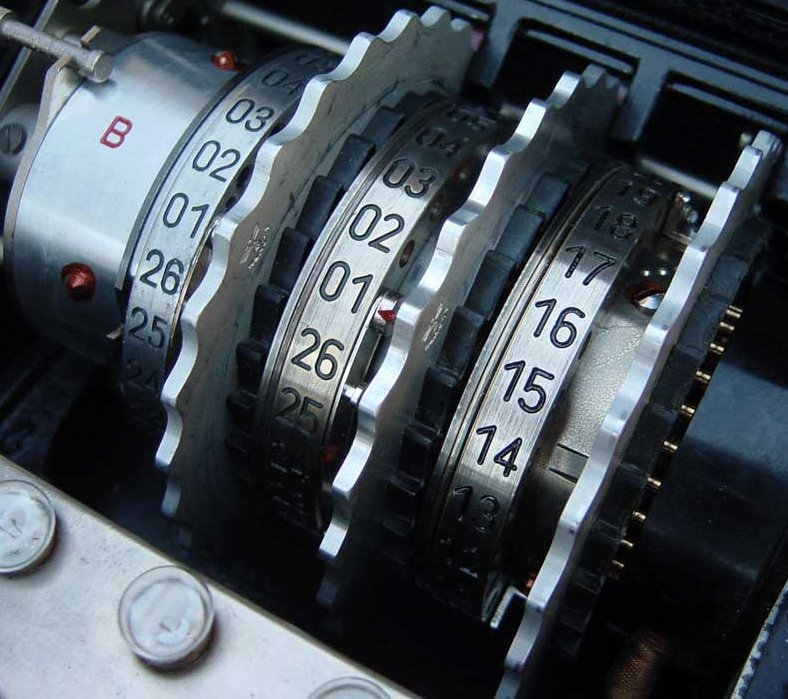
Enigma-Walzensatz mit drei rotierenden Walzen und ganz links hier der Umkehrwalze B

Bei der Umkehrwalze D, auch Umkehrwalze Dora (Abkürzung: UKW D), von den Briten lautmalerisch Uncle Dick (deutsch „Onkel Dick“) genannt, handelt es sich um eine spezielle Umkehrwalze im Walzensatz der Enigma, also der Rotor-Schlüsselmaschine, mit der die deutschen Militärs im Zweiten Weltkrieg ihre Funksprüche verschlüsselten. Die UKW D zeichnet sich dadurch aus, dass ihre Verdrahtung – im Gegensatz zu allen anderen Walzen der Enigma – durch den Benutzer schlüsselabhängig geändert werden konnte.
Die Umkehrwalze D wurde ab dem 1. Januar 1944 von der deutschen Luftwaffe für die Enigma I eingesetzt. Sie bewirkt, ähnlich wie die von der Heeres-Enigma bekannten Umkehrwalzen A, B und C (siehe auch: Enigma-Walzen), eine Vertauschung der Buchstaben nach dem Hindurchlaufen des Stromes von der Eintrittswalze durch die drei rotierenden Walzen des Walzensatzes, und leitet den Strom durch den Walzensatz wieder zurück, bevor er ihn durch die Eintrittswalze wieder verlässt. Eine wesentliche kryptographische Schwäche aller Walzen der Enigma, insbesondere auch ihrer Umkehrwalzen (A, B und C) war, dass deren Verdrahtung fest und für den Anwender unveränderbar war. Diese Schwäche wurde durch Einführung der UKW D überwunden und hätte zu einer wesentlichen Stärkung der kryptographischen Sicherheit der Enigma führen können, wenn diese Walze schlagartig und flächendeckend eingesetzt worden wäre, was kriegsbedingt nicht mehr realisiert werden konnte.

## Funktion

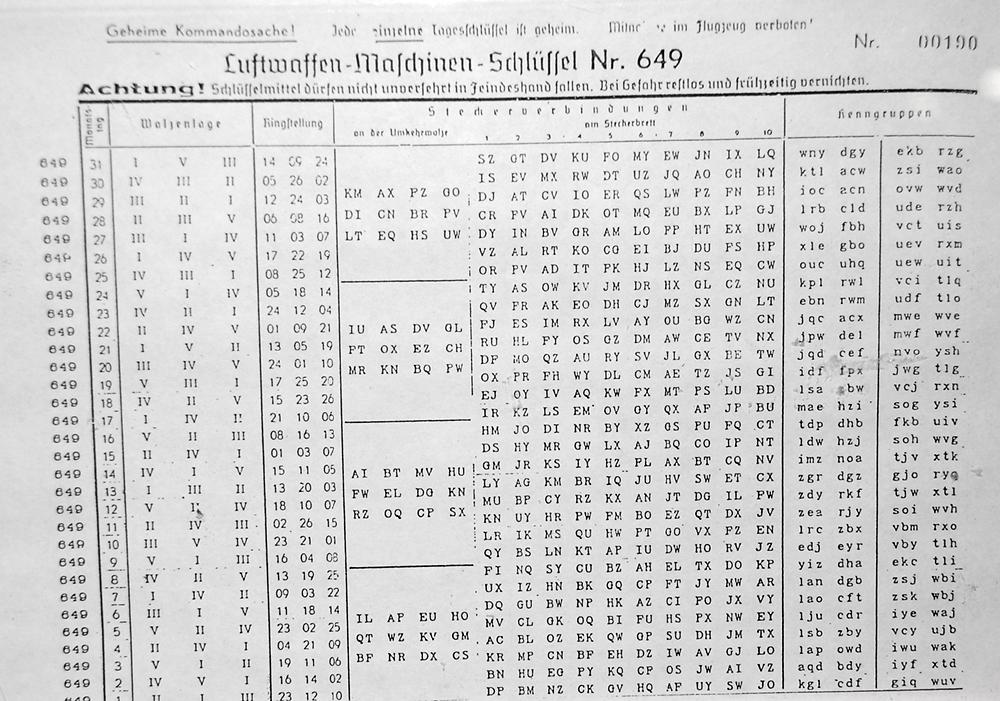
Diese Schlüsseltafel, wie sie ab 1944 bei einigen Einheiten der Luftwaffe verwendet wurde, enthält im Gegensatz zu den üblicherweise verwendeten, eine zusätzliche Spalte „Steckerverbindungen an der Umkehrwalze“.

Schon 1883 formulierte der niederländische Kryptologe Auguste Kerckhoffs unter der später (1946) explizit von Shannon angegebenen Annahme „the enemy knows the system being used“ (deutsch: „Der Feind kennt das benutzte System“) seine für seriöse Kryptographie bindende Maxime.
Kerckhoffs’ Prinzip: Die Sicherheit eines Kryptosystems darf nicht von der Geheimhaltung des Algorithmus abhängen. Die Sicherheit gründet sich nur auf die Geheimhaltung des Schlüssels.

Skizze: Prinzipieller Aufbau der Enigma aus
Batterie (1),
Tastatur (2),
Steckerbrett (3, 7) mit
Steckkabel (8),
Walzensatz (5) mit
Eintrittswalze (4) und Umkehrwalze (6) sowie
dem Lampenfeld (9)

Die kryptographische Sicherheit der Enigma hing – im Widerspruch zu Kerckhoffs’ Maxime – wesentlich von der Geheimhaltung ihrer Walzenverdrahtung ab. Diese war für den Benutzer unveränderbar, somit ein Teil des Algorithmus und nicht des Schlüssels. Bemerkenswert ist, dass die Walzenverdrahtung seit den Anfängen in den 1920er-Jahren bis 1945 niemals verändert wurde. Unter den üblichen Einsatzbedingungen einer so weit verbreiteten Schlüsselmaschine wie der Enigma darf man nicht annehmen, dass deren algorithmische Bestandteile auf Dauer geheim gehalten werden können, auch wenn die Deutschen es versucht haben.
Eine erste Möglichkeit zur Verbesserung der Enigma wäre somit das beispielsweise jährliche vollständige Auswechseln des Walzensortiments (mit jeweils radikal geänderter Verdrahtung) gewesen, ähnlich wie es die Schweizer mit ihrem Modell K machten. Noch wesentlich wirkungsvoller wären Walzen, deren innere Verdrahtung schlüsselabhängig variabel gestaltet werden könnte. Interessanterweise gab es hierzu einen Ansatz, nämlich die Umkehrwalze D (britischer Spitzname: „Uncle Dick“), die genau diese Eigenschaft aufwies, jedoch erst spät (Jan. 1944) und nur vereinzelt zum Einsatz kam. Diese „Umkehrwalze Dora“ (Foto siehe Pröse S. 40), wie sie von deutscher Seite mithilfe des damals gebräuchlichen Buchstabieralphabets bezeichnet wurde, ermöglichte eine frei wählbare Verdrahtung zwischen den Kontaktstiften und somit eine variable Verbindung zwischen Buchstabenpaaren. So konnte nun beispielsweise der Buchstabe A, der bei den „alten“ UKW A, B und C starr mit den Buchstaben E, Y beziehungsweise F verdrahtet war (siehe auch: Tabelle im Kapitel Aufbau des Enigma-Übersichtsartikels), schlüsselabhängig auf einen (fast) beliebigen Buchstaben umgesteckt werden. Das gilt auch für die anderen Buchstaben, die ebenso nun beliebig gepaart werden konnten, wobei es konstruktionsbedingt eine kleine Ausnahme gab, nämlich die Buchstaben J und Y, die als einziges Buchstabenpaar bei der UKW D fest miteinander verbunden waren und deshalb als Steckkontakte nach außen nicht in Erscheinung traten. (Dies ist in der Tabelle unten durch Striche symbolisiert. Für die britischen Kryptoanalytiker in Bletchley Park (B.P.), die eine gegensinnige und versetzte Zählweise der Kontakte der UKW wählten, entsprach das den Buchstaben B und O).
```
UKW D
   
A B C D E F G H I – K L M N O P Q R S T U V W X – Z

B.P.
    A Z Y X W V U T S O R Q P N M L K J I H G F E D B C
```

Die übrig bleibenden 24 frei steckbaren Buchstaben erweiterten den Schlüsselraum der Enigma bei Einsatz der UKW D um den Faktor 316.234.143.225 (mehr als 300 Milliarden oder gut 38 bit), wie man anhand der im Kapitel Schlüsselraum (im Enigma-Übersichtsartikel) genannten Formel (unter Verwendung von 24! statt 26! und n = 12) leicht nachrechnen kann. Die UKW D war somit kryptographisch deutlich wirkungsvoller als die starr verdrahteten UKW A, B und C, freilich ohne die prinzipielle Schwäche aller UKW, nämlich die Involutorik, zu vermeiden. Dennoch hätte sie aufgrund der deutlichen Vergrößerung der kombinatorischen Komplexität der Enigma-Maschine auf alliierter Seite durchaus für einiges Kopfzerbrechen sorgen können, wenn sie schlagartig und flächendeckend eingeführt worden wäre. Dies bestätigt ein Zitat aus einem kurz nach dem Krieg verfassten amerikanischen Untersuchungsbericht: 

“How close the Anglo-Americans came to losing out in their solution of the German Army Enigma is a matter to give cryptanalysts pause. British and American cryptanalysts recall with a shudder how drastic an increase in difficulty resulted from the introduction by the German Air Force of the pluggable reflector (‘Umkehrwalze D’, called ‘Uncle Dick’ by the British) in the Spring of 1945. It made completely obsolete the ‘bombe’ machinery which had been designed and installed at so great an expense for standard, plugboard-Enigma solution. It necessitated the development by the U.S. Navy of a new, more complex machine called the ‘duenna,’ and by the U.S. Army of a radically new electrical solver called the ‘autoscritcher.’ Each of these had to make millions of tests to establish simultaneously the unknown (end-plate) plugboard and the unknown reflector plugging. Only a trickle of solutions would have resulted if the pluggable reflector had been adopted universally; and this trickle of solutions would not have contained enough intelligence to furnish the data for cribs needed in subsequent solutions. Thus even the trickle would have eventually vanished.”

„Wie knapp die Anglo-Amerikaner davorstanden, die Fähigkeit zur Entzifferung der deutschen Heeres-Enigma zu verlieren, ist eine Angelegenheit, bei der den Kryptoanalytikern der Atem stockt. Britische und amerikanische Codeknacker erinnern sich mit Schaudern daran, welch eine drastisch erhöhte Komplikation aus der Einführung der steckbaren Umkehrwalze (‚Umkehrwalze D‘, von den Briten ‚Uncle Dick‘ genannt) durch die deutsche Luftwaffe im Frühjahr 1945 [eigentlich: im Frühjahr 1944] resultierte. Dadurch wurde der ‚Bomben-Fuhrpark‘ völlig nutzlos, der mit so hohem Aufwand zur Lösung der normalen Steckerbrett-Enigma entworfen und aufgebaut worden war. Gezwungenermaßen musste die U.S.-Navy eine neue, viel kompliziertere Maschine entwickeln, genannt ‚Duenna‘, und die U.S.-Army eine völlig neue elektrische Lösungsmaschine, genannt der „Autoscritcher“. Jede dieser Maschinen musste Millionen von Tests durchführen, um gleichzeitig das unbekannte (Frontplatten-)Steckerbrett und die unbekannt gesteckte Verdrahtung der Umkehrwalze [D] zu ergründen. Es hätte sich nur noch ein Tröpfeln von Lösungen ergeben, wenn die steckbare Umkehrwalze generell eingesetzt worden wäre; und diese Lösungströpfchen hätten nicht ausreichend viel Information enthalten, um Angaben für Cribs zu liefern, die für die dann folgenden Lösungen benötigt wurden. So wäre letztendlich sogar das Tröpfeln versiegt.“

In einem Satz sehr prägnant fasst es Dermot Turing zusammen, Neffe von Alan Turing: It wouldn’t just be advantageous – it might be a complete killer (deutsch „Es wäre nicht nur vorteilhaft gewesen – es hätte ein kompletter Killer sein können“).
Tatsächlich wurde die Umkehrwalze D jedoch nicht schlagartig und flächendeckend eingeführt. Vermutlich aufgrund kriegsbedingter Produktionsengpässe und auch, wie inzwischen durch den damals mitverantwortlichen deutschen Kryptologen Dr. Erich Hüttenhain bekannt ist, wegen ihrer beschwerlichen und fehlerträchtigen Handhabung, wurde sie nur gelegentlich und in wenigen Schlüsselkreisen eingesetzt, beispielsweise von der Luftwaffe in Norwegen. Zumeist wurde weiterhin die altbekannte UKW B gebraucht – ein fataler kryptographischer Fehler. Dermot Turing kommentierte ihn wie folgt: … the Germans handed the wiring to us on a plate by using B and D indiscriminately with the same key – an egregious mistake in which they persisted to the end (deutsch „… die Deutschen servierten uns die [Walzen-]Verdrahtung auf dem Silbertablett, indem sie B und D wahllos mit demselben Schlüssel benutzten – ein ungeheuerlicher Fehler, auf dem sie bis zum Ende beharrten“).
Auch erlangten die Codeknacker noch vor dem ersten Einsatz der UKW D bereits Kenntnis von deren geplanter Einführung zum 1. Januar 1944, denn fünf Tage vor dem Jahreswechsel fingen sie einen Funkspruch ab, in dem ein deutscher Funker seinen Kollegen unverschlüsselt fragte, ob er schon die neue Umkehrwalze Dora habe. Ein weiterer Fehler unterlief den Deutschen, als am ersten Tag des neuen Jahres eine Seite noch die UKW B gebrauchte, während die Gegenstelle in Norwegen bereits die UKW D eingesetzt hatte. Da beide Funker entsprechend dem gültigen Tagesschlüssel ansonsten identische Walzenlagen, Ringstellungen und Steckerverbindungen benutzten, hatten die Briten bereits am 2. Januar die aktuell vorliegende Verdrahtung von Uncle Dick herausgefunden. Auch in den folgenden Wochen und Monaten blieben die Briten den Deutschen auf der Spur und verfolgten die Verdrahtungsänderungen der UKW D, die drei bis vier Mal pro Monat im Abstand von etwa sieben bis zwölf Tagen erfolgten. Besonders hilfreich war eine im Juli 1944 während der „Operation Overlord“ in der Normandie erbeutete Schlüsseltafel der Luftwaffe mit Steckangaben zur UKW D (siehe auch: Luftwaffen-Maschinenschlüssel unter Weblinks), wodurch die Briten ihre bisherigen Vermutungen zu Funktion und Gebrauch dieser UKW bestätigt sahen.